# Bathybadistes longipes
Bathybadistes longipes är en kräftdjursart som beskrevs av Yakov Avadievich Birstein 1963. Bathybadistes longipes ingår i släktet Bathybadistes och familjen Munnopsidae. Inga underarter finns listade i Catalogue of Life.